# Slottene i Loire
Slottene i Loire er en betegnelse for slotte ved eller i Loiredalen i Frankrig. Langt størstedelen af slottene er bygget under den franske Renaissance, hvor det franske hof opholdt sig i regionen.
Betegnelsen er mest skabt ud fra et turistmæssigt synspunkt, idet der på et relativt lille område er samlet en stor mængde seværdige slotte, som det er muligt at besøge. Der findes derfor heller ikke nogen officiel liste over disse slotte, men normalt henregner man hertil de slotte, der ligger i de historiske provinser Anjou, Touraine og Orléans. Nogle forfattere udvider området helt op Nantes i den historiske provins Bretagne, mens andre mener, det går til Nevers.
Da der er en meget stor koncentration af historiske monumenter i området er Loiredalen mellem Sully-sur-Loire (Loiret) og Chalonnes-sur-Loire (Maine-et-Loire) på UNESCO's Verdensarvsliste.

## Liste og placering af slottene i Loire
Listen er ikke udtømmende, da den kun medregner de mest kendte slotte.
| Slot                | Kommune            | Departement      | Koordinater                                           | Billede |
| ------------------- | ------------------ | ---------------- | ----------------------------------------------------- | ------- |
| Angers              | Angers             | Maine-et-Loire   | 47°28′12.36″N 0°33′35.64″V / 47.4701000°N 0.5599000°V |         |
| Amboise             | Amboise            | Indre-et-Loire   | 47°24′47″N 0°59′9″Ø / 47.41306°N 0.98583°Ø            |         |
| Azay-le-Rideau      | Azay-le-Rideau     | Indre-et-Loire   | 47°15′33″N 0°27′58″Ø / 47.25917°N 0.46611°Ø           |         |
| Beauregard          | Cellettes          | Loir-et-Cher     | 47°32′13″N 1°23′3″Ø / 47.53694°N 1.38417°Ø            |         |
| Blois               | Blois              | Loir-et-Cher     | 47°35′7.8″N 1°19′51.42″Ø / 47.585500°N 1.3309500°Ø    |         |
| Brissac             | Brissac-Quincé     | Maine-et-Loire   | 47°21′11″N 0°26′59″V / 47.35306°N 0.44972°V           |         |
| Chambord            | Chambord           | Loir-et-Cher     | 47°36′58″N 1°31′2″Ø / 47.61611°N 1.51722°Ø            |         |
| Cheverny            | Cheverny           | Loir-et-Cher     | 47°30′0.91″N 1°27′28.81″Ø / 47.5002528°N 1.4580028°Ø  |         |
| Chaumont-sur-Loire  | Chaumont-sur-Loire | Loir-et-Cher     | 47°28′45″N 1°10′55″Ø / 47.47917°N 1.18194°Ø           |         |
| Chenonceau          | Chenonceaux        | Indre-et-Loire   | 47°19′30.79″N 1°4′13.3″Ø / 47.3252194°N 1.070361°Ø    |         |
| Chinon              | Chinon             | Indre-et-Loire   | 47°10′5″N 0°14′10″Ø / 47.16806°N 0.23611°Ø            |         |
| Le Rivau            | Lemere             | Indre-et-Loire   | 47°06′25″N 0°19′34″Ø / 47.10694°N 0.32611°Ø           |         |
| Clos-Lucé           | Amboise            | Indre-et-Loire   | 47°24′36″N 0°59′31″Ø / 47.41000°N 0.99194°Ø           |         |
| Gizeux              | Gizeux             | Indre-et-Loire   | 47°23′26″N 0°12′22″Ø / 47.39056°N 0.20611°Ø           |         |
| Château de Goulaine | Haute-Goulaine     | Loire-Atlantique | 47°12′15″N 1°24′10″V / 47.20417°N 1.40278°V           |         |
| Langeais            | Langeais           | Indre-et-Loire   | 47°19′29.28″N 0°24′21.96″Ø / 47.3248000°N 0.4061000°Ø |         |
| Loches              | Loches             | Indre-et-Loire   | 47°7′29″N 0°59′48″Ø / 47.12472°N 0.99667°Ø            |         |
| Meung-sur-Loire     | Meung-sur-Loire    | Loiret           | 47°49′25.7″N 1°41′41.33″Ø / 47.823806°N 1.6948139°Ø   |         |
| Montpoupon          | Céré-la-Ronde      | Indre-et-Loire   | 47°15′11″N 1°8′28″Ø / 47.25306°N 1.14111°Ø            |         |
| Montsoreau          | Montsoreau         | Maine-et-Loire   | 47°12′56″N 0°03′44″Ø / 47.21556°N 0.06222°Ø           |         |
| Le Plessis-Bourré   | Écuillé            | Maine-et-Loire   | 47°36′3″N 0°32′40″V / 47.60083°N 0.54444°V            |         |
| Plessis-lez-Tours   | La Riche           | Indre-et-Loire   | 47°22′57″N 0°39′38″Ø / 47.38250°N 0.66056°Ø           |         |
| Les Réaux           | Chouzé-sur-Loire   | Indre-et-Loire   | 47°14′53.64″N 0°8′52.27″Ø / 47.2482333°N 0.1478528°Ø  |         |
| Saumur              | Saumur             | Maine-et-Loire   | 47°15′21.96″N 0°4′21″V / 47.2561000°N 0.07250°V       |         |
| Sully-sur-Loire     | Sully-sur-Loire    | Loiret           | 47°46′3.72″N 2°22′30.72″Ø / 47.7677000°N 2.3752000°Ø  |         |
| Talcy               | Talcy              | Loir-et-Cher     | 47°46′11.28″N 1°26′38.76″Ø / 47.7698000°N 1.4441000°Ø |         |
| Tours               | Tours              | Indre-et-Loire   | 47°23′48.97″N 0°41′34.05″Ø / 47.3969361°N 0.6927917°Ø |         |
| Ussé                | Rigny-Ussé         | Indre-et-Loire   | 47°14′59.28″N 0°17′28.32″Ø / 47.2498000°N 0.2912000°Ø |         |
| Valençay            | Valençay           | Indre            | 47°9′27″N 1°33′48″Ø / 47.15750°N 1.56333°Ø            |         |
| Villandry           | Villandry          | Indre-et-Loire   | 47°20′26″N 0°30′51″Ø / 47.34056°N 0.51417°Ø           |         |
| Villesavin          | Tour-en-Sologne    | Loir-et-Cher     | 47°32′48″N 1°30′51″Ø / 47.54667°N 1.51417°Ø           |         |

## Galleri
- Château de Sully-sur-Loire
- Château de Talcy
- Château de Chambord
- Château de Blois
- Château de Cheverny
- Château de Chaumont-sur-Loire
- Chateau du Rivau
- Château de Saumur
- Plessis-Bourré
- Château des Réaux
- Château d'Angers
- Château de Valençay
- Château de Chenonceau
- Château de Villandry
- Logis royal du Château de Loches
- Château d'Azay-le-Rideau
- Ussé
- Château de Chinon
- Château de Goulaine